# Unguía
Unguía é um município da Colômbia, localizado no departamento de Chocó.